# György Szomjas
György Szomjas (Budapest, 26 novembre 1940 – Budapest, 7 aprile 2021) è stato un regista e sceneggiatore ungherese.
Ha firmato una trentina di film come regista, girando numerosi documentari, ma è stato anche assistente alla regia, attore, produttore, scenografo e, soprattutto, sceneggiatore.

## Biografia
Figlio del dottor György Szomjas (1902-1987) e di Beatrix Astuto (1909-1988), è nato a Budapest il 26 novembre 1940. Nel 1970, ha sposato Ildikó Ardai; dal matrimonio, sono nati due figli, Barbara e Joseph.

## Premi e riconoscimenti
- Nel 1987, ha vinto la Rosa Camuna di Bronzo  al Bergamo Film Meeting con il film Falfúró.
- Nel 2005, gli è stato assegnato il Premio Kossuth.

## Filmografia

### Regista
- Fejek egymás között
- Vertikális motívum
- Szabad szombat
- Rosszemberek (1979)
- Könnyü testi sértés (1983)
- Változó otthonunk
- Falfúró (1985)
- Mr. Universe (1987)
- Könnyü vér
- Kopaszkutya Kettö (2011)

### Sceneggiatore
- Könnyü testi sértés, regia di György Szomjas (1983)

### Scenografo
- Könnyü testi sértés, regia di György Szomjas (1983)